# Por amarte así
Por amarte asi è una telenovela argentina trasmessa dal 2016 al 2017 su Telefe.

## Trama
Francisco Olivetti (Gabriel Corrado) è un brillante avvocato molto sicuro di sé e dedito completamente al lavoro. L'uomo è sposato da venticinque anni con la commercialista Fátima Pellegrini (Catherine Fulop) ma il suo matrimonio è un disastro soprattutto a causa della gelosia della donna. Fátima infatti si mostra molto forte e determinata davanti agli altri ma nasconde tantissime paure e traumi che la rendono così insicura da spingerla a mentire e a manipolare.
Francisco vorrebbe separarsi dal lei ma rimanda la decisione perché lavora nel prestigioso studio del suocero Valerio Pellegrini, che rispetta e ammira sinceramente.
Francisco e Fátima hanno una figlia, Mercedes (Brenda Asnicar) che vive un dramma in quanto, dopo una notte in cui ha bevuto in compagnia del fidanzato Joaquin, che le ha messo anche della droga nel bicchiere, ha investito Manuel (Gaston Soffritti), una giovane promessa del calcio che per colpa sua è finito su una sedie a rotelle.
Mercedes, su consiglio di Joaquin, è scappata dal luogo dell'incidente senza prestare soccorso, e ha rivelato il suo segreto solo alla madre Fàtima, che per non farla finire in carcere, ha nascosto tutto al marito, uomo retto e onesto, eliminando anche l'unico testimone dell'accaduto.
Francisco deve difendere Luz, una donna accusata di aver ucciso suo marito, in stato terminale, staccando l'assistenza meccanica che lo manteneva in vita.
Luz afferma che ha agito su richiesta del marito ma è finita in carcere, costretta a star lontana dal suo figlio adolescente che vive a casa della zia Malvina, sorella di Javier, marito di Luz, una donna misteriosa che con il nipote si mostra buona e affettuosa ma nasconde un animo malvagio e una sete di vendetta a causa della morte del fratello.

## Episodi
| Stagione       | Episodi | Prima TV Argentina |
| -------------- | ------- | ------------------ |
| Prima stagione | 20      | 2016-2017          |